# Boris Léontieff
Boris Léontieff-Teahu, né le 19 septembre 1955 à Papeete et mort le 23 mai 2002, est un homme politique de la Polynésie française

## Biographie
Il est le frère de l'ancien président du Gouvernement de la Polynésie française Alexandre Léontieff-Teahu, ancien directeur de la Caisse de Prévoyance Sociale de Polynésie, aujourd'hui disparu.
Il est le fondateur, en février 1996, du Fetia Api et maire de la commune de Arue (ancien bastion du Tahoera'a). Opposant farouche à Gaston Flosse, l'homme fort de la Polynésie française, il est lié en amitié avec le journaliste Jean-Pascal Couraud, qui est son chargé de communication jusqu'à sa disparition inexpliquée, le 15 décembre 1997.
Boris Léontieff disparaît lors d'un accident aérien en mer, le 23 mai 2002,.
Il est 6 h 30 du matin. Les quatre membres du Fetia Api (Boris Léontieff : 46 ans, président du parti ; Arsen Tuairau : 31 ans, candidat dans la 2e circonscription de Polynésie ; Ferfine Bessert : 56 ans sa suppléante et Lucien Kimitete : 50 ans, conseiller maire de Nuku Hiva aux îles Marquises) ainsi que leur pilote Gilbert Kelly (âge ?) embarquent de Kaukura dans un Piper PA Seneca 34 (de couleur blanche rayé de bleu, immatriculé F-OCNA). À 7 h 57, Gilbert Kelly signale par radio qu'il déroute l'avion de sa destination initiale à cause de mauvaises conditions météorologiques (il devait atterrir deux heures plus tard à Makemo) et  décide de se poser à Katiu à 8 heures. C'est leur dernier contact connu à ce jour.
Le procureur de Papeete, José Thorel, parle de « circonstances troublantes » concernant cette disparition. Des témoignages font état de la présence de membres du Groupement d'intervention de la Polynésie (GIP), le service d'ordre personnel de Gaston Flosse, sur les lieux du crash.